# Europa-Archiv (Zeitschrift)

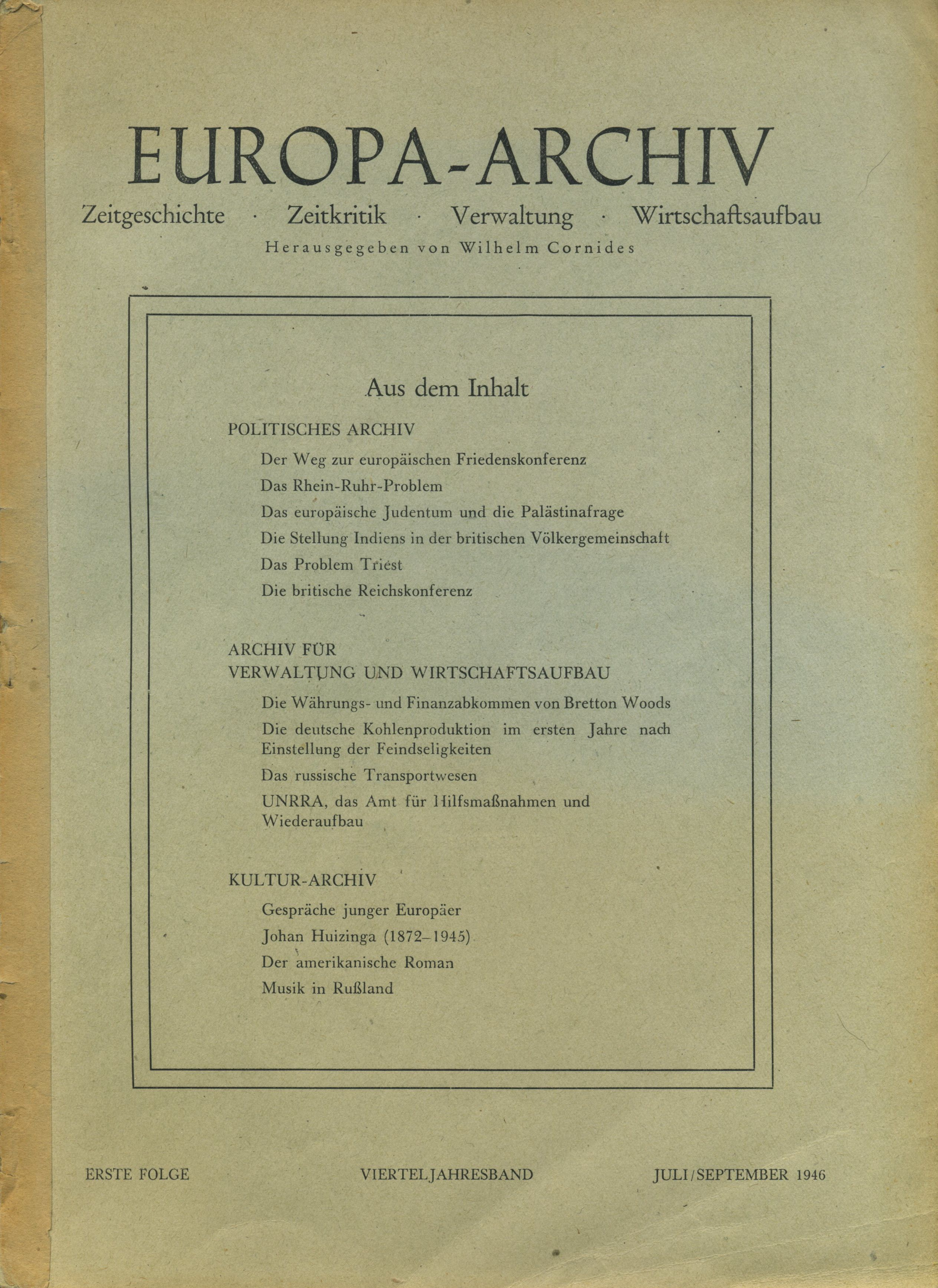
Cover Europa Archiv 1. Jahrgang, Juli/Septemberausgabe 1946 (Erstausgabe)

Die Fachzeitschrift Europa-Archiv (abgekürzt EA), nunmehr unter dem Namen Internationale Politik (IP) bekannt, war eine zweimal monatlich erscheinende deutschsprachige Fachpublikation für europäische, politische, wirtschaftliche und kulturelle Fragen. Autoren waren renommierte Wissenschaftler, Politiker und Publizisten aus dem In- und Ausland.
Die Zeitschrift wurde von Wilhelm Cornides begründet, der auch als langjähriger Herausgeber fungierte.

## Schwerpunkt der Zeitschrift
Schwerpunkte der Zeitschrift lagen in der Dokumentation und Publikation von europarelevanten Themen und Dokumenten in deutscher Sprache.

## Herausgeberschaft
Die Herausgeberschaft lag langjährig bei Wilhelm Cornides selbst. Ab Beginn der 1950er Jahre wurde das EA von Wilhelm Cornides in Verbindung mit dem Institut für Europäische Politik und Wirtschaft herausgegeben. Die Deutsche Gesellschaft für Auswärtige Politik (DGAP) hat das Europaarchiv als ihr Veröffentlichungsorgan im Selbstverlag 1955 übernommen. Ab 1967 übernahm Wolfgang Wagner (* 1925) die verantwortliche Herausgeberschaft.
1995 wurde die Herausgeberschaft an Werner Weidenfeld übertragen. Es erfolgte auch 1995 die Umbenennung des EA in Internationale Politik (IP).

## Verleger
Die Zeitschrift Europa-Archiv wurde ursprünglich vom Verlag Europa-Archiv, Oberursel (Taunus, bei Frankfurt am Main) verlegt. Das ursprüngliche Redaktionsarchiv der Zeitschrift Europa-Archiv (Verlag Europa-Archiv) hatte keinen besonderen Namen. Das Redaktionsarchiv ist 1955 in der Bibliothek und Dokumentationsstelle der Deutschen Gesellschaft für Auswärtige Politik (DGAP) aufgegangen.
Die Deutsche Gesellschaft für Auswärtige Politik (DGAP)  trat danach zeitweise als Verleger des EA im Eigenverlag auf. 1972 übernahm der Verlag für Internationale Politik GmbH (VIP), Bonn die Verlegerschaft.

## Redaktion
Verantwortlicher Schriftleiter war 1949 Wilhelm Cornides selbst. 1949 (2. Jahrgang) wurde die Hauptschriftleitung auch auf Hermann Volle und Gertrud Becker (Gertrud Silber-Becker) ausgedehnt. In weiterer Folge lag die Hauptschriftleitung (Chefredaktion) ausschließlich bis 1986 bei Hermann Volle. 1986 wurde die Chefredaktion von Jochen Thies übernommen und lag ab 1993 bei Angelika Volle.

## Aufbau der Zeitschrift Europa-Archiv
Der Aufbau (Schwerpunkte) des EA unterlagen in der langen Erscheinungszeit, vor allem in den ersten Jahren, einem Wandel.

### Aufbau
Der untenstehende Aufbau war grundsätzlich im EA anzufinden, jedoch nicht in jeder Zeitschrift dazu Beiträge enthalten. Dementsprechend konnten bestimmte Abschnitte (besonders in den ersten Jahrgängen) entfallen oder wurden hinzugefügt (Beispiele).
| 1946                       | Jan. 1948                | April 1949                                         | Juni/Sept. 1950              | 1954                         | 1955                         | 1957                         | 1963                  | ab 1995 !                           |
| -------------------------- | ------------------------ | -------------------------------------------------- | ---------------------------- | ---------------------------- | ---------------------------- | ---------------------------- | --------------------- | ----------------------------------- |
|                            |                          | Umschau                                            | Umschau                      | Beiträge und Berichte        |                              | Beiträge & Dokumente         | Beiträge & Berichte   |                                     |
| Politisches Archiv         | Politisches Archiv       | Politisches Archiv                                 | Politisches Archiv           |                              | Politisches Archiv           |                              |                       | Analysen & Standpunkte (Kommentare) |
| Wirtschaftsarchiv          | Wirtschaftsarchiv        | Wirtschaftsarchiv                                  | Wirtschaftsarchiv            |                              | Wirtschaftsarchiv            |                              |                       | Dokumente                           |
| Kulturarchiv               | Kulturarchiv             | Internationale Berichte / Internationale Statistik | Bibliographien               | Aus dem Zeitgeschehen        | Geist und Gegenwart          | Aus dem Zeitgeschehen        | Aus der Literatur     | Buchkritik                          |
| Dokumentation              | Dokumentation            | Dokumentation                                      | Dokumentation                | Dokumente                    | Dokumente                    | Sachregister                 |                       | Sachregister                        |
| Zeitregister               | Weltgeschehen des Monats | Weltgeschehen des Monats / Zeitregister            | Weltgeschehen des Monats     | Zeittafel                    | Aus dem Zeitgeschehen        | Personenregister             | Register              | Personenregister                    |
| Neuzugänge in unser Archiv |                          | Neuzugänge in unserem Archiv                       | Neuzugänge in unserem Archiv | Register & Sachverzeichnis   | Ostarchiv                    | Zeittafel                    | Zeittafel             |                                     |
|                            |                          |                                                    |                              | Mitteilungen des Europarates | Mitteilungen des Europarates | Mitteilungen des Europarates | Mitteilungen der DGAP |                                     |

### Schwerpunktthemen
Die Dokumentation zu besonderen Schwerpunktthemen wurde erstmals mit der Ausgabe 2/1947 eigenständig herausgegeben. Thema der ersten Sonderpublikation (Band 1) in einer Auflage von 10'000 Stück war der Bericht der amerikanischen Militärregierung (Herausgegeben von Arthur Settel): Die Deutsche Wirtschaft seit Potsdam. Ein (ursprünglich nicht öffentlicher) Arbeitsbericht der Wirtschaftsabteilung der amerikanischen Militärregierung.

## Erscheinungsintervall, Umfang, Auflage und Format
Das EA erschien ab Juli 1946 monatlich in einer Auflage von 10.000 Stück, ab 1947 in einer Auflage von 12.000 Stück (Angaben laut Redaktion). Ab 1949 erschien das EA zweimal monatlich (Auflage weiterhin 12.000 Stück).
Ursprünglich war geplant, dass das EA regelmäßig nur 48 Seiten umfassen soll (angegeben wurden technische Gründe). Diese Selbstbeschränkung konnte jedoch nicht lange aufrechterhalten werden und bereits im 2. Jahrgang wurde vom Herausgeber der Wille zu dieser Beschränkung zwar weiterhin postuliert, jedoch auch in weiterer Folge nicht eingehalten.
Ebenfalls aus technischen Gründen wurden teilweise Doppelnummern herausgegeben.
Ein Jahresregister als Sach- sowie Personenregister wurde jeweils zu Beginn des Folgejahres getrennt publiziert und einer Ausgabe des EA beigelegt.
Das EA hatte in den Ausgaben bis zu Beginn der 1960er Jahre das Endformat von ca. 22 cm × 30 cm (Breite × Höhe) bzw. ab 1949 etwas kleiner und danach ein Standardbuchformat.

## Besonderheiten
Die Jahrgangszählung begann mit dem Erscheinen der ersten Zeitschrift mit Juli 1946 und endete im Juli des Folgejahres. Ab der Ausgabe Januar 1948 wurde die Jahrgangszählung mit dem jeweiligen Jahresbeginn verknüpft. Die Jahrgänge 1946 umfassen die Seiten 1 bis 668 und 1947 die Seiten 669 bis 1060.
Das EA erschien mit Genehmigung der amerikanischen Besatzungsbehörde unter der Verlags-Lizenz-Nr.: US-W 2007 und wurde ursprünglich vom R. Oldenbourg Verlag (München) ausgeliefert.
Der Vertrieb in Österreich wurde ab 1949 vom Verlag für Geschichte und Politik, Wien wahrgenommen.

## Erstausgabepreis
Der Erstausgabepreis lag bei 4 RM und ab 1949 bei 2 DM / 6 öS für das Einzelheft.

## Weitere Entwicklung
1995 wurde das Europa-Archiv, Zeitschrift für Internationale Politik im 50. Jahrgang, in Internationale Politik (IP) umbenannt.
Die Jahrgangszählung blieb auch nach der Umbenennung erhalten.